# Бојмица
Бојмица (грч. Αξιούπολη, Аксиуполи) је град у општини Пеонија у периферији Средишња Македонија, Грчка. Према попису из 2021. године било је 2.729 становника.
Према бугарском географу и историчару, Василу Канчову, у Бојмици је 1900. године живело 1.220 Словена хришћана и 625 Турака. Године 1924. турско становништво је принудно исељено у Турску а на њихово место је насељено 216 грчких избегличких породица из Турске. Због неповољних услова за живот Бојмицу је напустило 183 словенских породица (536 особа) и иселило се у Бугарску (претежно Пловдив), а других 20 породица у Ђевђелију. На попису из 1940. године Бојмица је имала 2.237 становника, од чега око 300 Словена а остали су Грци и Аромуни из села Ливада.